# Монпельє (Північна Дакота)
Монпельє (англ. Montpelier) — місто (англ. city) в США, в окрузі Статсмен штату Північна Дакота. Населення — 85 осіб (2020).

## Географія
Монпельє розташований за координатами 46°41′56″ пн. ш. 98°35′21″ зх. д. / 46.69889° пн. ш. 98.58917° зх. д. (46.699001, -98.589075).  За даними Бюро перепису населення США в 2010 році місто мало площу 0,47 км², уся площа — суходіл. В 2017 році площа становила 0,40 км², уся площа — суходіл.

## Демографія
Згідно з переписом 2010 року, у місті мешкало 87 осіб у 39 домогосподарствах у складі 28 родин. Густота населення становила 187 осіб/км².  Було 46 помешкань (99/км²).
Расовий склад населення:
| - 100,0 % — білих |

До двох чи більше рас належало 0,0 %. Частка іспаномовних становила 0,0 % від усіх жителів.
За віковим діапазоном населення розподілялося таким чином: 21,8 % — особи молодші 18 років, 59,8 % — особи у віці 18—64 років, 18,4 % — особи у віці 65 років та старші. Медіана віку мешканця становила 44,8 року. На 100 осіб жіночої статі у місті припадало 102,3 чоловіків;  на 100 жінок у віці від 18 років та старших — 119,4 чоловіків також старших 18 років.
Середній дохід на одне домашнє господарство  становив 65 535 доларів США (медіана — 59 688), а середній дохід на одну сім'ю — 74 095 доларів (медіана — 86 250). За межею бідності перебувало 10,2 % осіб, у тому числі 14,3 % дітей у віці до 18 років та 28,6 % осіб у віці 65 років та старших.
Цивільне працевлаштоване населення становило 50 осіб. Основні галузі зайнятості: освіта, охорона здоров'я та соціальна допомога — 20,0 %, виробництво — 18,0 %, мистецтво, розваги та відпочинок — 16,0 %.